# Chance Vought F6U Pirate
Il Chance Vought F6U Pirate fu un aviogetto realizzato dall'azienda aeronautica statunitense Chance Vought nella seconda metà degli anni quaranta.
Identificato con la sigla di fabbrica V-340, era un caccia imbarcato contemporaneo del North American FJ-1 Fury e del McDonnell F2H Banshee e venne realizzato in 30 esemplari, impiegati, per un breve periodo di tempo, dalla United States Navy per scopi sperimentali.

## Storia del progetto
Il progetto del V-340 nacque in risposta ad una specifica emessa da parte del Bureau of Aeronautics nel settembre del 1944, con la quale veniva richiesta la realizzazione di un aviogetto da caccia che impiegasse il nuovo turbogetto Westinghouse 24C; approvato ed ordinato in tre prototipi, il progetto della Vought venne identificato (secondo il vigente sistema di designazione) con la sigla XF6U-1.
Realizzato da un team di progettisti guidato da Russ Clark, si distingueva dalle realizzazioni contemporanee per l'impiego di materiali compositi: brevettati dalla stessa casa costruttrice, furono impiegati sia per il rivestimento (denominato "Metalite", costituito da due sottili fogli di lega di alluminio ad alta resistenza che ricoprivano a sandwich uno strato di legno di balsa, sviluppo di un primo tipo già utilizzato per la realizzazione del precedente XF5U) che per la realizzazione della deriva e del timone (in questo caso denominato "Fibralite" e costituito da legno di balsa ricoperto da due strati di fibra di vetro).
Dopo aver completato il primo prototipo, il 21 giugno del 1946 (in occasione del 30º anniversario della fondazione) la Vought presentò il nuovo modello alle proprie maestranze, conferendogli ufficialmente il nome "Pirate", come risultato di un concorso promosso tra i dipendenti stessi.
Poiché l'azienda di Stratford non era dotata di una pista sufficientemente lunga per consentire le operazioni di decollo ed atterraggio al nuovo aviogetto, il prototipo venne disassemblato e trasferito (a bordo di un Fairchild C-82 Packet) presso il Muroc Army Air Field (oggi noto con il nome di Edwards Air Force Base), presso il quale ebbero inizio le prove di rullaggio che culminarono, il 2 ottobre successivo, con il primo volo che (a causa di noie al motore) terminò con un atterraggio forzato sulla superficie desertica.
Le prove successive, con il motore modificato, evidenziarono problemi di stabilità del velivolo, soprattutto alle velocità prossime a quella di stallo; ne seguirono modifiche aerodinamiche, concentrate prevalentemente nei piani di coda che subirono progressive modifiche (si contano almeno 6 diverse configurazioni della parte terminale del Pirate). Pur in presenza di queste difficoltà, la U.S. Navy il 5 febbraio del 1947 accordò alla Vought un contratto per la fornitura di trenta velivoli di serie, identificati come F6U-1.
In almeno un caso, le fonti riportano di un progetto (rimasto tuttavia sulla carta) relativo ad una versione del Pirate con ala a freccia, analogamente a quanto avvenuto con la versione FJ-2 del North American FJ Fury; non è noto se tale progetto sia mai nemmeno stato presentato alla U.S. Navy.

## Tecnica

### Struttura
Il Pirate era un monoplano dalla struttura interamente metallica e rivestimento realizzato prevalentemente in materiali compositi: il corpo del velivolo era ricoperto con pannelli sandwich realizzati esternamente in leghe di alluminio a copertura di uno strato centrale in legno di balsa, mentre nella coda il legno di balsa era ricoperto da fogli di fibra di vetro. Negli esemplari di serie il cono di coda che ricopriva il motore era realizzato in acciaio, in ragione delle elevate temperature di esercizio.

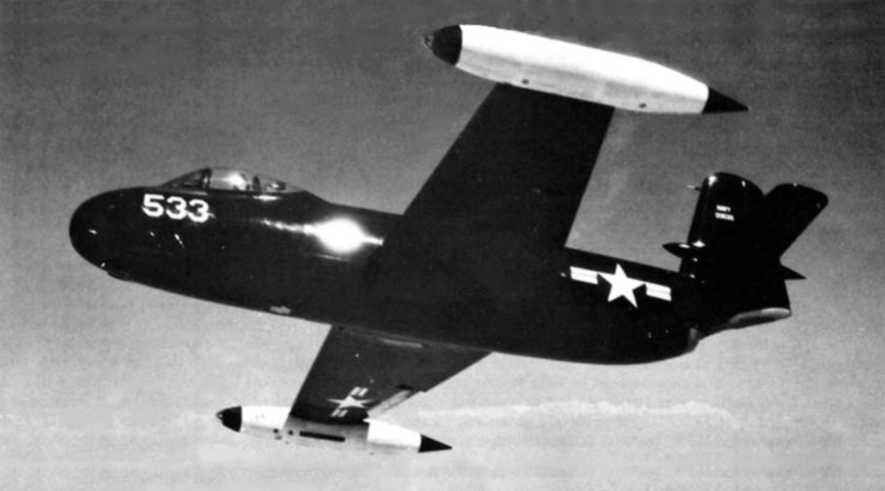
Il secondo prototipo del Pirate, in una foto risalente al 1947.

Caratterizzato dalla cabina di pilotaggio disposta all'estrema prua, il Pirate presentava fusoliera a sezione ovale all'interno della quale era alloggiato il propulsore, dotato di prese d'aria disposte alla radice nel bordo d'entrata delle ali, a loro volta disposte in posizione medio/bassa. Per le ali non era previsto sistema di ripiegamento per lo stivaggio negli hangar delle portaerei. Alle estremità delle semiali era prevista la possibilità di impiegare serbatoi ausiliari di carburante, sganciabili.
La fusoliera aveva terminale a forma di cono per consentire la fuoriuscita dei gas di scarico del turbogetto; ai lati erano disposti due aerofreni in funzione di controllo della velocità, al fine di impedire il raggiungimento di velocità transoniche ed il presentarsi delle problematiche aerodinamiche ad esso collegate. Nella parte superiore era collocato l'impennaggio, di tipo cruciforme e caratterizzato dalla presenza di due derive ausiliarie (una per lato) all'estremità del piano orizzontale.
Il carrello d'atterraggio era di tipo triciclo anteriore, con elementi a singola ruota; le gambe di forza posteriori erano posizionate a metà dell'apertura dell'ala e si ritraevano verso l'interno, con le ruote che alloggiavano di piatto nello spessore delle ali. Analogamente a quanto previsto per l'FJ-Fury, anche nel caso dell'F6U-Pirate era previsto che la gamba del carrello anteriore si abbassasse fin quasi a far toccar terra al velivolo (sostenuto solo da un paio di piccole ruote appositamente predisposte dal personale di terra), al fine di agevolarne il rimessaggio negli hangar, andando in questo modo ad "infilare" il muso sotto la coda del velivolo adiacente.

### Motore
Il Pirate era equipaggiato con il turbogetto Westinghouse J34 che, nella versione installata sul primo prototipo del velivolo, sviluppava la forza di 3 000 lbf, pari a circa 13,34 kN, che si dimostrò non sufficiente al fine di garantire prestazioni accettabili all'aviogetto.
Venne quindi presa la decisione di impiegare un postbruciatore grazie al quale i motori installati sugli esemplari prodotti in serie potevano erogare, per periodi continuativi non superiori ai 5 minuti, una forza pari a 18,68 kN.

### Armamento
L'armamento del Pirate era concentrato in fusoliera, all'estremità di prua: l'assenza di prese d'aria consentì di disporre, due per ogni lato, quattro cannoni automatici M3, calibro 20 mm; ciascuno di essi era dotato di un serbatoio contenente 600 proiettili.

## Impiego operativo
Ultimati tra il dicembre del 1949 ed il febbraio del 1950, 20 degli F6U-1 vennero assegnati al reparto di sperimentazione denominato Aircraft Development Squadron Three (sigla VX-3), basato presso la Naval Air Station Patuxent River, situata nella Baia di Chesapeake.
Gli 10 altri esemplari vennero impiegati per altri scopi sperimentali; tra questi uno venne trasformato in ricognitore fotografico (acquisendo in tal modo la designazione F6U-1P), mediante l'installazione di apparecchi fotografici in luogo dell'armamento.
Nel breve volgere di qualche mese, comunque, il Pirate si rivelò inadatto al ruolo per il quale era stato concepito, tanto che già nella primavera del 1950 le stesse autorità militari lo dichiararono eventualmente utilizzabile per studi e prove relativi alla sicurezza dei sistemi di appontaggio od alla sicurezza.

## Versioni

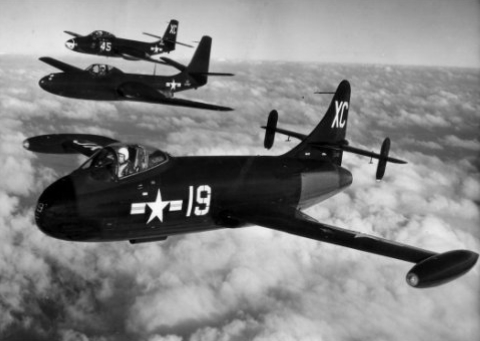
Un Pirate (in primo piano) in volo insieme ad un Phantom e ad un Banshee.

- XF6U-1: tre prototipi, modificati a più riprese nella configurazione dei piani di coda. Inizialmente il primo esemplare era dotato di turbogetto privo di postbruciatore;
- F6U-1: lotto di 30 esemplari di serie; era prevista la possibilità di un secondo ordine per 35 velivoli oltre all'opzione per altri 225, senza alcun esito concreto;
  - F6U-1P: un esemplare di F6U-1 fu modificato mediante l'installazione di apparecchiature fotografiche nel muso, in luogo dei cannoni, e venne valutato come ricognitore fotografico.

## Utilizzatori
Stati Uniti
- United States Navy

### Periodici
- (EN) Foreign Service News, in Flight, Sutton, Surrey - UK, Reed Business Information Ltd., 5 dicembre 1946,  p. 636. URL consultato il 20 aprile 2013.
- (EN) Richard Koehnen, Chance Vought F6U Pirate, in Naval Fighters, vol. 9, Ginter Books, dicembre 1983, ISBN 978-0-942612-09-7.